# Grazac (Tarn)
Grazac – miejscowość i gmina we Francji, w regionie Oksytania, w departamencie Tarn.
Według danych na rok 1990 gminę zamieszkiwało 386 osób, a gęstość zaludnienia wynosiła 12 osób/km² (wśród 3020 gmin regionu Midi-Pireneje Grazac plasuje się na 687. miejscu pod względem liczby ludności, natomiast pod względem powierzchni na miejscu 265.).